# Dickinson W. Richards
Dickinson Woodruff Richards, Jr. (30 de octubre de 1895-23 de febrero de 1973) fue un médico y fisiólogo estadounidense. Recibió el Premio Nobel de Fisiología o Medicina en 1956 compartido con André Cournand y Werner Forssmann por el desarrollo del cateterismo cardíaco y la caracterización de un número de cardiopatías (enfermedades del corazón).

## Sus Orígenes y Formación Académica
Richards nació en Orange, Nueva Jersey. Sus padres fueron Dickinson W. Richards un licenciado de Nueva York y Sally Lambert, quién su padre y tres hermanos, ejercían la medicina en Nueva York. Fue educado en la Hotchkiss School en Connecticut, ingresó en la Universidad de Yale en 1913. En Yale estudió inglés y Griego, graduándose en 1917.

## En la Primera Guerra Mundial
Tres meses después, se unió al Ejército de los Estados Unidos en 1917, durante la Primera Guerra Mundial y se convirtió en instructor de artillería. Sirvió en 1918-1919 como oficial de artillería en Francia.

## Regreso a Estados Unidos
Después de la Guerra, cuando retornó a los Estados Unidos, Richards ingresó en el Colegio de Médicos y Cirujanos de la Universidad de Columbia, graduándose con M.A. en 1922 y su grado médico M.D. en 1923. Fue uno de los médicos del personal del Hospital Presbiteriano de Nueva York hasta 1927, cuando se fue a Inglaterra a trabajar en el National Institute for Medical Research en Londres, bajo Sir Henry Dale, en el control de la circulación del hígado.

## Primeras Investigaciones y Estudios
En 1928 Richards retornó al "Hospital Presbiteriano" y al Colegio de Médicos y Cirujanos, empezó sus investigaciones en fisiología circulatoria y pulmonar, trabajando para Profesor Lawrence Henderson de Universidad de Harvard. Empezó a colaborar con André Cournand en 1931, en el Bellevue Hospital, New York, trabajando en la función pulmonar. En 1935 fue médico supervisor de Merck & Co. INC. New Jersey. Inicialmente sus investigaciones se centraban en los métodos de estudios pulmonares en pacientes con enfermedades del pulmón. En 1940, el desarrolló una técnica para cateterizar el corazón en estudios (entre 1941 y 1956). Usando esta técnica fue posible el estudio y descripción del shock traumático, la fisiología del paro cardíaco. Ellos midieron el efecto de varias medicamentos cardíacos, describiendo varias formas de disfunción de enfermedades crónicas del corazón y del pulmón y sus tratamientos, desarrollando técnicas para cardiopatías congénitas. En 1945, Richards fue profesor de Medicina en la Universidad de Columbia además de médico visitador y Primer Director de la División del Hospital Bellevue en Nueva York, dependiente de la Universidad de Columbia. En 1947 el recibió el premio Lambert de Profesor en Medicina. En 1961 se retiró de la Jefatura y recibió el reconocimiento de Profesor Emérito Lambert. El Profesor Richards vue el primer Editor de la Revista Americana de Tuberculosis y formó parte del Comité Editorial de Medicina y Circulación.

## Premio Nobel de Fisiología y Medicina en 1956
Por este trabajo en donde se describía la técnica y los resultados para realización del cateterismo cardíaco y para identificación de enfermedades cardíacas, obtuvo el Nobel de Fisiología y Medicina, en 1956 con Cournand y Forssmann.

## Entorno familiar
Richards se casó en 1931 con Constance Burrell Riley, teniendo cuatro hijas: Ida Elizabeth (Mrs. Robert W. Chamberlain, Jr.), Gertrude Woodruff (Mrs. Isaac Daw Russell), Ann Huntington Richards y Constance Lord Richards.

## Fallecimiento
Dickinson Woodruff Richards Jr. falleció en Lakeville, Connecticut, el 23 de febrero de 1973, a la edad de 77 años.